# 俳壇賞
俳壇賞（はいだんしょう）は、日本の俳人のための、公募のコンクールによる俳句の新人賞。

## 概要
本阿弥書店の発行する月刊総合誌『俳壇』が毎年公募する未発表作品30句の中から選ばれる。俳句愛好者用の懸賞コンテストとは異なり、プロの専門俳人を発掘する登竜門として設けられている。例年の締め切りは9月30日、受賞作および選考結果は『俳壇』誌の翌年2月号に掲載され、授賞式は2月上旬に行われる（授賞式の会場は、東京都千代田区のアルカディア市ヶ谷）。
第25回（平成22年度）の選考委員は宗田安正、辻桃子、鳥居真里子、冨士眞奈美、宮坂静生の5人。第39回（令和6年度）の選考委員は井上弘美、佐怒賀正美、鳥居真里子、星野高士の4名。受賞者には賞状・賞牌と、副賞として賞金20万円が授与される。第1回は1987年（発表および授賞式の年）。
同じく本阿弥書店が発行する『歌壇』誌が公募する短歌の新人賞「歌壇賞」と同時期に選考し、授賞式も同時に行われるが、発足は俳壇賞が3年先行している。

## 歴代受賞作と受賞者
- 第39回 令和6年度 市村栄理「ブレス記号」[2]
- 第38回 令和5年度 島貫恵「遠くまで」
- 第37回 令和4年度 渡部有紀子「まづ石を」
- 第36回 令和3年度 宇野恭子「森の雨」
- 第35回 令和2年度 吉田葎「通ります」
- 第34回 令和元年度 石井清吾「水運ぶ船」
- 第33回 平成30年度 中村遥「白」
- 第32回 平成29年度 篠遠良子「穂絮飛ぶ」
- 第31回 平成28年度 蜂谷一人「虚子忌」
- 第30回 平成27年度 隈可須奈「隠岐涼し」
- 第29回 平成26年度 渡邉美保「けむり茸」
- 第28回 平成25年度 池谷秀子「よぢ登る」長浜勤「車座」
- 第27回 平成24年度 唐澤南海子「春の樟」
- 第26回 平成23年度 深川淑枝「鯨墓」
- 第25回 平成22年度 亀井雉子男「鯨の骨」
- 第24回 平成21年度 勝又民樹 「日傘来る」 今村恵子 「めろんぱん」
- 第23回 平成20年度 田中一光 「さみしき獏」
- 第22回 平成19年度 菅野忠夫 「ゆつくりと」 陽美保子 「遙かなる水」
- 第21回 平成18年度 髙木瓔子 「山の相」 川嶋一美 「上映中」
- 第20回 平成17年度 三吉みどり 「蜻蛉の翅」
- 第19回 平成16年度 川口真理 「水の匂ひ」 矢島惠 「桜貝」
- 第18回 平成15年度 下坂速穂 「月齢」
- 第17回 平成14年度 栗山政子 「素顔」
- 第16回 平成13年度 水上弧城 「月夜」 椿文恵 「まつさをに」
- 第15回 平成12年度 茅根知子 「水の姿に」
- 第14回 平成11年度 該当者なし
- 第13回 平成10年度 今村妙子 「貝の砂」
- 第12回 平成9年度 鳥居真里子 「かくれんぼ」
- 第11回 平成8年度 金子敦 「砂糖壷」
- 第10回 平成7年度 太田土男 「草の花」 田村敏子 「アスピリン」
- 第9回 平成6年度 ふけとしこ 「鎌の刃」
- 第8回 平成5年度 夏井いつき 「ヒヤシンス」
- 第7回 平成4年度 柴田佐知子 「己が部屋」
- 第6回 平成3年度 平川光子 「秋日」 関口祥子 「薙子の尾」
- 第5回 平成2年度 早川志津子 「甕ひとつ」
- 第4回 平成元年度 須賀一恵 「良夜」 工藤克己 「霜夜しんしん」
- 第3回 昭和63年度 田口紅子 「囮鮎」
- 第2回 昭和62年度 鎌田恭輔 「孑孑」 武藤尚樹 「少年期」
- 第1回 昭和61年度 椹木啓子 「仲秋」